# Ханза-Бранденбург К
Ханза-Бранденбург K  је бомбардерско-извиђачки хидроавион направљен у Немачкој. Авион је први пут полетео 1916. године а највише се користио у ратној морнарици Аустроугарске.

## Пројектовање и развој
Уласком Италије у Првог светског рата интензивирале су се ратне операције на јадранској акваторији што је код Аустроугарске морнарице проузроковало потребу за борбеним хидроавионима па је одлучено да се покрене производња домаћег борбеног хидроавиона класе К (Kampfflugboot), с обзиром да се на страни нису могли купити такви авиони. Понуду за производњу овог авиона је прихватио инж. Вајхман, међутим Концерн Кастиљони који је био власник фирми Ханса Бранденбург и будимпештанског УФАГ-а понудио је да УФАГ производи авион Ханса Бранденбург K кога је инж. Ернст Хајнкел пројектовао почетком 1916. године. Тако је на основу искуства у градњи хидроавиона Ханза-Бранденбург CC и W.18 авион који је по својим конструктивним решењима био веома сличан претходним хидроавионима али је по димензијама и снази мотора био знатно већи авион. С обзиром на своју намену авион је био двосед, а посада му се састојала од пилота и стрелца-извиђача. Немачка морнарица није прихватила овај авион али га је прихватила ратна морнарица Аустроугарске. С обзиром да капацитети фирме Ханса Бранденбург нису били довољни ни да покрију потребе Немачке у авионима, а власници Ханса Бранденбург и аустроугарске фирме УФАГ из Будимпеште су били исти, производња авиона Ханса Бранденбург K је препуштана УФАГ-у. Поред УФАГ-а ови авиони су се производили и у аустроугарским фирмама ЕФАГ и Феникс али су то биле мале количине.

### Технички опис
Авион Ханса Бранденбург К је једномоторни двокрилни двоседи бомбардерско-извиђачки хидро авион. Авион је потпуно дрвене конструкције труп је у облику чамца обложен водоотпорним шпером, а крила су дрвене конструкције пресвучена платном. Крила су четвртастог облика са равним крајевима. Са сваке стране крила, авион је имао по два пара упорница у облику слова V гледано са предње стране авиона. Укрућивање крила се постизало унакрсно постављеним челичним ужадима са затезачима. Доња крила код овог авиона су нешто краћа од горњих. Испод доњих крила су постављени пловци који обезбеђују стабилност при узбурканом мору. Крилца за управљање авионом су се налазила само на горњим крилима. У међу простору између крила је био смештен шесто цилиндарски, линијски, водом хлађен мотор Daimler 160 / Daimler 185 / Hiero 200 / Hiero 230 снаге (117/136/147/170) kW/(160/185/200/230) KS који је био причвршћен на челичну конструкцију ослоњену на труп авиона. Потисна елиса која покреће авион је двокрака, направљена од дрвета фиксног корака. Кокпит пилота је био отворен и налазио су у трупу авиона испред крила, а у самом носу авиона испред пилота је седео стрелац-извиђач који је био наоружан једним покретним митраљезом калибра 7,92 mm.

## Наоружање
| Наоружање авиона: Ханза-Бранденбург |          |
| Ватрено (стрељачко) наоружање       |          |
| Топ                                 |          |
| Митраљез                            |          |
| Број и ознака митраљеза             | 1 напред |
| Калибар                             | 7,92     |
| Бомбардерско наоружање (бомбе)      |          |
| Ракетно наоружање (ракете)          |          |

## Оперативно коришћење
У току 1916. и 1917. године произведено је у УФАГ-у укупно 46 примерака авиона Ханза-Бранденбург К који су били опремљени моторима Daimler 160 / Daimler 185 а у току 1918. године испоручено је још 15 авиона овог типа али са мотором Hiero 200 и 3 авиона са мотором Hiero 230.
Авиони Ханза-Бранденбург К су коришћени у току рата на Јадранском мору у ратним операцијама против Италијана, и показали су се веома успешним при коришћењу на разуђеној обали Јадранског мора. Аустроугарска морнарица их је користила за намену за коју су пројектовани тј. обалско извиђачке и бомбардерске задатке. Ови авиони су били стационирани у хидро базама Пула и Кумбор у Боки которској. На крају рата преостале авионе овог типа су заробили Италијани, Французи и Југословени.
У југослованском ПВ (поморском ваздухопловству Краљевине СХС) се претпоставља да су коришћена седам авиона типа Ханза-Бранденбург К. Ови авиони су коришћени за чишћење мина 1919. године и као обалски извиђачи све до половине 20-их година 20. века када су их заменили домаћи хидроавиони Икарус ИО.

## Земље које су користиле овај авион
| - Немачко царство - Аустроугарска - Краљевина Југославија - Краљевина Италија |